# Crkveni naučitelj
Crkveni naučitelj (latinski "Doctor Ecclesiae"; eng. "Doctor of the Church") je naslov, koju su dobili sveci, koji su u velikoj mjeri pridonijeli teologiji i učenju. Dodjeljuje se jako rijetko, samo nakon smrti i nakon proglašenja svetim. Taj naslov imaju samo 33 svetca i 4 svetice. 
U prvom imenovanju 1298. godine, crkvenim naučiteljima proglašeni su četiri zapadna teologa: sv. Augustin, sv. Ambrozije, sv. Jeronim i sv. Grgur Veliki. U drugom imenovanju 1568. godine, crkvenim naučiteljima postali su i istočni kršćanski teolozi: sv. Atanazije Aleksandrijski, sv. Ivan Zlatousti, sv. Bazilije Veliki i sv. Grgur Nazijanski te sv. Toma Akvinski. Kroz stoljeća, slijedila su nova imenovanja. Naslove crkvenih naučitelja, dodijeljene su prvi put ženama 1970. godine: sv. Katarini Sijenskoj i sv. Tereziji Avilskoj. Kasnije su crkvene naučiteljice postale i sv. Mala Terezija 1997. i Hildegarda Bingenška 2012. godine.
Neki crkveni naučitelji bili su: mistici (sv. Ivan od Križa, sv. Katarina Sijenska), neki su se borili protiv krivih vjerovanja (sv. Augustin, sv. Robert Bellarmin), neki su bili glasoviti govornici (sv. Antun Padovanski, sv. Ivan Zlatousti), a neki su pisali važna teološka djela (sv. Toma Akvinski, sv. Terezija Avilska).

#### Popis crkvenih naučitelja
(Za najstarije uglednike o kršćanskom učenju, v. Crkveni oci)
| Ime                       | Naslov | Rođen           | Umro                | Proglašen         | Zvanje                                                 |
| ------------------------- | --- | --------------- | ------------------- | ----------------- | ------------------------------------------------------ |
| Sv. Grgur Veliki          | | oko 540.        | 12. ožujka 604.     | 1298.             | papa                                                   |
| Sv. Ambrozije             | | oko 340.        | 4. travnja 397.     | 1298.             | milanski biskup                                        |
| Sv. Augustin              | Doctor gratiae (Naučitelj milosti)                                                                                        | 354.            | 28. kolovoza 430.   | 1298.             | hiponski biskup (sada Annaba)                          |
| Sv. Jeronim               | | oko 347.        | 30. rujna 420.      | 1298.             | svećenik, pustinjak                                    |
| Sv. Ivan Zlatousti        | | 347.            | 407.                | 1568.             | carigradski nadbiskup                                  |
| Sv. Bazilije Veliki       | | 330.            | 1. siječnja 379.    | 1568.             | cezarejski biskup                                      |
| Sv. Grgur Nazijanski      | | 329             | 389\|01\|25         | 1568.             | carigradski nadbiskup                                  |
| Sv. Atanazije             | | 298             | 373\|05\|02         | 1568.             | aleksandrijski nadbiskup                               |
| Sv. Toma Akvinski         | Doctor humanitatis (Naučitelj Čovječnosti); Doctor communis (Zajednički Naučitelj); Doctor angelicus (Anđeoski Naučitelj) | 1225.           | 7. ožujka 1274.     | 1568.             | redovnik, svećenik, filozof, teolog, O.P.              |
| Sv. Bonaventura           | Doctor seraphicus (Serafski Naučitelj)                                                                                    | 1221.           | 15. srpnja 1274.    | 1588.             | redovnik, teolog, biskup, kardinal, O.F.M.             |
| Sv. Anselmo               | Doctor magnificus (Veličanstveni Naučitelj); Doctor Marianus (Marijanski Naučitelj)                                       | 1033. ili 1034. | 21. travnja 1109.   | 1720.             | canterburyjski nadbiskup, O.S.B.                       |
| Sv. Izidor Seviljski      | | 560             | 4. travnja 636.     | 1722.             | seviljski biskup                                       |
| Sv. Petar Zlatorječiti    | | 406.            | 450.                | 1729.             | ravenski biskup                                        |
| Sv. Lav Veliki            | | 400.            | 10. listopada 461.  | 1754 .            | papa                                                   |
| Sv. Petar Damiani         | | 1007.           | 21. veljače 1072.   | 1828.             | kardinal, redovnik, O.S.B.                             |
| Sv. Bernard iz Clairvauxa | Doctor mellifluus (Medotečni Naučitelj)                                                                                   | 1090.           | 21. kolovoza 1153.  | 1830.             | svećenik, O.Cist.                                      |
| Sv. Hilarije iz Poitiersa | | 300.            | 367.                | 1851.             | biskup Poitiersa                                       |
| Sv. Alfons Marija Liguori | Doctor zelantissimus (Vrlo Revni Naučitelj)                                                                               | 1696.           | 1. kolovoza 1787.   | 1871.             | biskup of Sant'Agate de' Goti, C.Ss.R. (utemeljitelj)  |
| Sv. Franjo Saleški        | Doctor caritatis (Naučitelj ljubavi)                                                                                      | 1567.           | 28. prosinca 1622.  | 1877.             | ženevski biskup                                        |
| Sv. Ćiril Aleksandrijski  | Doctor Incarnationis (Naučitelj Utjelovljenja)                                                                            | 376.            | 27. srpnja 444.     | 1883.             | aleksandrijski nadbiskup                               |
| Sv. Ćiril Jeruzalemski    | | 315.            | 386.                | 1883.             | jeruzalemski nadbiskup                                 |
| Sv. Ivan Damaščanin       | | 676.            | 5. prosinca 749.    | 1883.             | svećenik, monah                                        |
| Sv. Beda Časni            | | 672.            | 27. svibnja 735.    | 1899.             | svećenik, monah, O.S.B.                                |
| Sv. Efrem Sirac           | | 306             | 373                 | 1920              | đakon                                                  |
| Sv. Petar Kanizije        | | 1521            | 1597\|12\|21        | 1925              | svećenik, S.J.                                         |
| Sveti Ivan od Križa       | Doctor mysticus (Otajstveni Naučitelj)                                                                                    | 1542.           | 14. prosinca 1591.  | 1926.             | redovnik, svećenik, mistik, O.C.D.                     |
| Sv. Robert Bellarmin      | | 1542.           | 17. rujna 1621.     | 1931.             | kapuanski nadbiskup, teolog, S.J.                      |
| Sv. Albert Veliki         | Doctor universalis (Sveopći Naučitelj)                                                                                    | 1193.           | 15. studenoga 1280. | 1931.             | regensburški biskup, teolog, O.P.                      |
| Sv. Antun Padovanski      | Doctor evangelicus (Evanđeoski Naučitelj)                                                                                 | 1195            | 13. lipnja 1231.    | 1946.             | redovnik, svećenik, O.F.M.                             |
| Sv. Lovro Brindiški       | Doctor apostolicus (Apostolski Naučitelj)                                                                                 | 1559.           | 22. srpnja 1619.    | 1959.             | redovnik, svećenik, diplomat, O.F.M. Cap.              |
| Sv. Terezija Avilska      | | 1515.           | 4. listopada 1582.  | 1970.             | redovnica, mističarka, O.C.D.                          |
| Sv. Katarina Sijenska     | | 1347.           | 29. travnja 1380.   | 1970.             | redovnica, mističarka, O.P. (posvećena djevica)        |
| Sv. Mala Terezija         | | 1873.           | 30. rujna 1897.     | 1997.             | redovnica, O.C.D.                                      |
| Sv. Ivan Avilski          | | 1500.           | 10. svibnja 1569.   | 2012.             | svećenik, mistik                                       |
| Sv. Hildegarda Bingenška  | | 1098.           | 17. rujna 1179.     | 2012.             | redovnica, teologinja, skladateljica, O.S.B. (opatica) |
| Grgur iz Nareka           | | 951.            | 1003.               | 12. travnja 2015. | pjesnik, filozof, teolog                               |
| Sv. Irenej Lionski        | Doctor Unitatis (Naučitelj jedinstva)                                                                                     | 130.            | 202.                | 2022.             | Biskup, teolog                                         |